# Ilot Emili
Ilot Emili ist eine Insel der Republik der Seychellen im Atoll Aldabra. Sie liegt zusammen mit anderen Riffinseln zwischen Picard und Grand Terre.

## Geographie
Die Insel liegt im Westen des Atolls. Von der Insel Ilot Parc im Norden ist sie durch den Passe Emile getrennt. Zu den anderen kleinen Inseln Ilot Yangue, Ilot Dubois, Ile Magnan, Ile Lanier u. a. ist die Insel durch den Passe Yangue und weitere kleine Kanäle getrennt.